# Udruga Franak
Udruga Franak (puni naziv: Franak – udruga za zaštitu potrošača korisnika financijskih usluga) hrvatska je udruga građana osnovana 19. srpnja 2011. godine za zaštitu prava korisnika kredita s valutnom klauzulom u švicarskim francima. U registar udruga upisana je 3. kolovoza 2011. godine.

## Osnivanje i ciljevi
Udrugu su osnovali dužnici CHF kredita nakon drastičnog rasta švicarske valute 2011. godine, kada su im rate porasle do 80%, a glavnica do 40%. Početno okupljanje odvijalo se spontano putem interneta. Među osnivačima ističe se Petra Rodik, doktorica sociologije koja je udruzi dala znanstveni legitimitet, te odvjetnica Nicole Kwiatkowski koja je pružila pro bono pravnu pomoć. Kasnije se istaknuo Goran Aleksić.
Osnovni ciljevi udruge su: zaštita prava korisnika financijskih usluga, unaprjeđivanje zakonske regulative te uspostavljanje pravednih odnosa između banaka i klijenata u skladu s hrvatskim i europskim pravom.

## Pravna borba
Prva kolektivna tužba iz 2011. godine odbačena je jer samo registrirane udruge za zaštitu potrošača mogu podizati takve tužbe. Nakon sporazuma s Udrugom Potrošač, 2012. godine podignuta je nova kolektivna tužba protiv osam najvećih banaka u Hrvatskoj.
Sudac Radovan Dobronić na Trgovačkom sudu u Zagrebu donio je 2013. godine povijesnu prvostupanjsku presudu u korist potrošača, proglasivši CHF valutnu klauzulu i promjenjive kamatne stope nezakonitima. Viši sudovi djelomično su potvrdili odluku samo u dijelu kamatnih stopa, dok su valutnu klauzulu proglasili valjanom.

## Političke aktivnosti i konverzija
Udruga je organizirala masovne prosvjede, uključujući veliki skup 25. travnja 2015. s preko 20.000 sudionika. Intenzivnim političkim pritiskom i lobiranjem, posebno nakon tragičnih slučajeva suicida dužnika, udruga je uspjela uvjeriti vladu o potrebi zakonskog rješenja.
Konverzija CHF kredita u eure po početnom tečaju izglasana je jednoglasno u Hrvatskom saboru 2015.